# Smithsonian National Zoological Park
O Smithsonian National Zoological Park, normalmente conhecido como National Zoo, é um zoológico localizado em Washington, D.C. É creditado pela Association of Zoos and Aquariums (AZA). Fundado em 1889, consiste de duas instalações distintas: com 0,7 km² dentro do Rock Creek Park em Washington, e um centro de pesquisa e conservação com 13 km² localizado em Front Royal, Virgínia, nas bordas do Shenandoah National Park. O zoológico em Washington é livre e aberto ao público e se dedica, em grande parte, à educação; o centro de conservação na Virgínia é fechado ao público e é usado, primariamente, para a procriação e estudo das espécies ameaçadas. Juntos, os dois locais contêm cerca de 2.000 animais de 400 espécies diferentes. O National Zoo, como parte da Smithsonian Institution, recebe verba federal para operar suas despesas. A sociedade de apoio ao zoológico, Friends of the National Zoo, fornece suporte através dos fundos privados.
O zoológico está aberto diariamente das 10h às 17h30.